# Ягубкин, Александр Геннадьевич
Александр Геннадьевич Ягубкин (укр. Олександр Геннадійович Ягубкін; 25 марта 1961, Сталино — 7 августа 2013, Донецк) — советский боксёр. Абсолютный чемпион СССР (1980). Четырёхкратный чемпион СССР (1982—1984, 1987). Трёхкратный чемпион Европы (1981, 1983, 1985). Двукратный обладатель Кубка мира (1983, 1985). Чемпион мира (1982). Заслуженный мастер спорта СССР (1982). Выдающийся боксёр СССР (1982). Единственный советский чемпион мира по боксу в тяжёлом весе, трижды не допущенный в олимпийскую сборную страны и ставший де-факто невыездным на завершающем этапе спортивной карьеры.

## Биография
В детстве занимался футболом и плаванием. Из-за травмы закончил занятия плаванием и в 1974 году перешёл в бокс. С тринадцатилетнего возраста проходил подготовку под руководством донецкого тренера Александра Михайловича Котова.
В 1978 году завоевал первенство СССР среди юношей. Следующие два года выигрывал молодёжный чемпионат СССР, а в 1980 году стал абсолютным чемпионом СССР. Александр Ягубкин выиграл все возможные титулы в любительском боксе, кроме Олимпийских игр. Он многократный чемпион СССР, трехкратный Европы, двукратный победитель Кубка мира, чемпион мира (1982). Стал спортивной звездой мирового масштаба, о его поединках на международном ринге в американской прессе публиковалось больше материалов, чем в советской. В официальном рейтинге тяжеловесов АИБА занял вторую строчку в 1984 году и первую строчку в 1986 году, будучи официально признан лучшим тяжеловесом в мире среди любителей. После поездки в Эквадор, где передал весь свой гонорар в помощь пострадавшим от наводнения, хотя должен был привезти деньги в СССР, впал в немилость чиновников Госспорта . Последняя спортивная командировка за рубеж состоялась в июне 1987 году, в Италию, где проходил чемпионат Европы. Это было последним заграничным турне Ягубкина в его спортивной карьере. На Олимпиаду в Сеуле осенью 1988 года он официально не прошёл «по возрасту», вместо него туда поехали Рамзан Себиев (до 91 кг) и Александр Мирошниченко (91+).
В 1988—1990 годах американские промоутеры занимались организацией поединка чемпиона мира среди любителей Александра Ягубкина против чемпиона мира среди профессионалов Майка Тайсона в Токио, на арене «Токио Дом». Таким образом, Ягубкин стал одним из немногих боксёров-любителей (наряду с Питом Радемахером, Теофило Стивенсоном и Феликсом Савоном), которому предложили чемпионский бой в первом же выступлении на профессиональном ринге, и единственным советским боксёром, которому предложили чемпионский бой против Тайсона. Но чиновники Госкомспорта СССР добились исключения Ягубкина из сборной страны за «неподобающее поведение» и не санкционировали его спортивную командировку в Японию, поединок Тайсон—Ягубкин не состоялся (вместо Ягубкина в Японию в итоге отправили А. В. Мирошниченко, но титульных боёв с участием советских спортсменов уже не проводилось).
После окончания спортивной карьеры нуждался в деньгах, жил в очень стеснённых обстоятельствах и отказался от предложений реализовать себя в тренерском качестве, так как не считал себя способным к тренерской деятельности . Его сын Антон также стал боксёром .

### Поздние годы
Скончался 7 августа 2013 года в результате повторного сердечного приступа. Похоронен 9 августа в Донецке, на кладбище «Донецкое море».

## Память
В ноябре 2022 года в Грозном прошёл мемориал Ягубкина, в котором приняли участие 125 боксёров из 14 регионов России.